# Gruczołkowiec pawi
Gruczołkowiec pawi, gruczolecznia pawia, koralowe drzewo (Adenanthera pavonina) – gatunek drzewa z rodziny bobowatych i podrodziny mimozowych. Występuje w tropikalnej części Chin, sadzony bywa w Ameryce i w Afryce.

## Morfologia
PokrójDrzewo dorastające do 9 m wysokości.
LiściePodwójnie pierzaste, listki jajowate.
KwiatyDrobne i wonne. Wyrastają w gronach na szczycie pędów lub w kątach najwyższych liści. Mają miseczkowaty, 4-5-działkowy kielich, 4-5 płatkową żółtą koronę o odstających płatkach, 1 słupek i 8-10 pręcików.
OwocStrąk.

## Zastosowanie
Drewno użytkowe jest twarde, w kolorze czerwonokoralowym jest wykorzystywane do wyrobu mebli, do robót tokarskich i zdobniczych.